# ABC-Abwehr

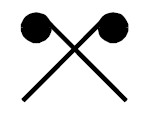
Taktisches Zeichen für den ABC-Schutz

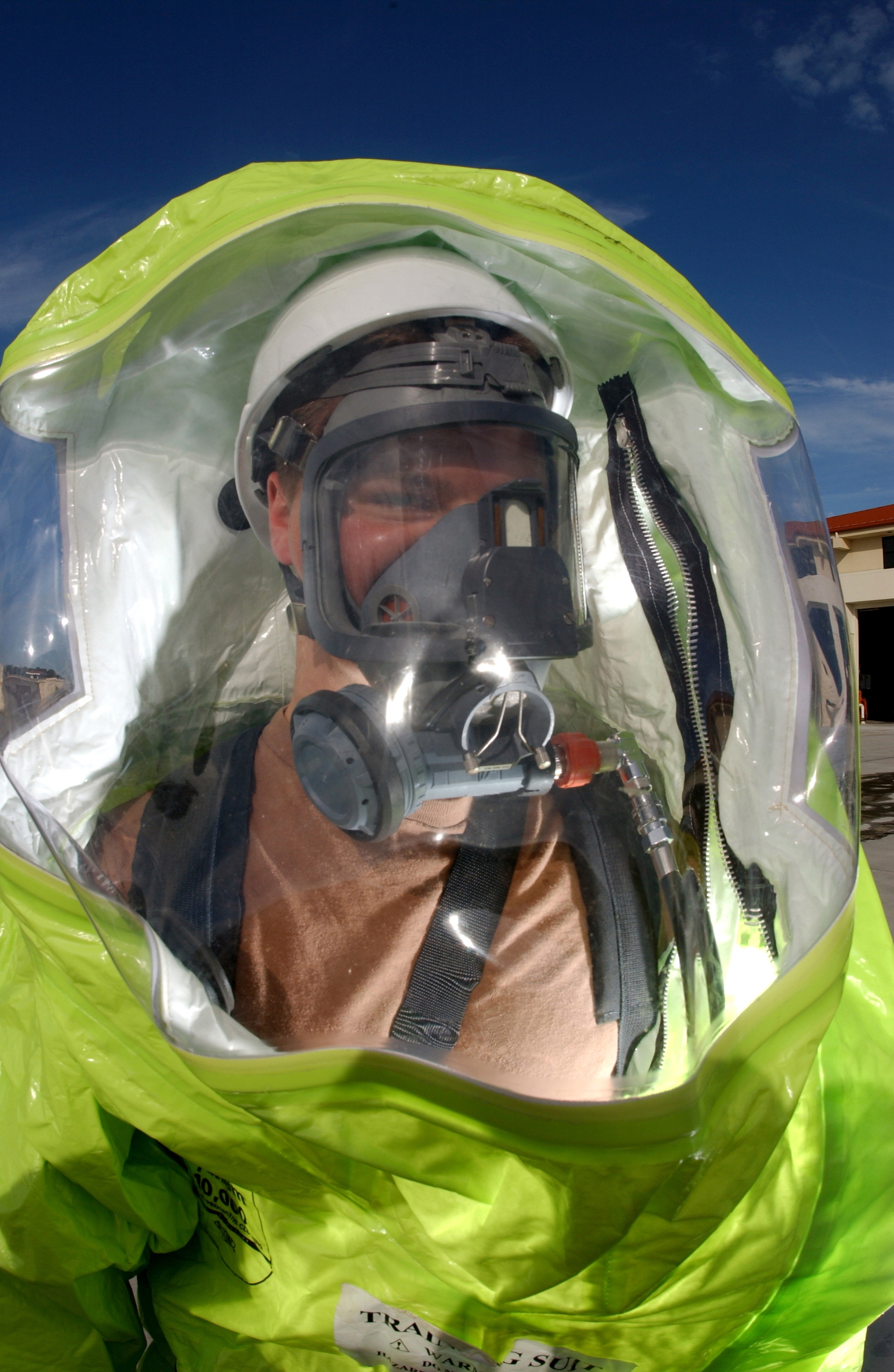
Maske der Fa. Interspiro und Schutzanzug der US-Streitkräfte

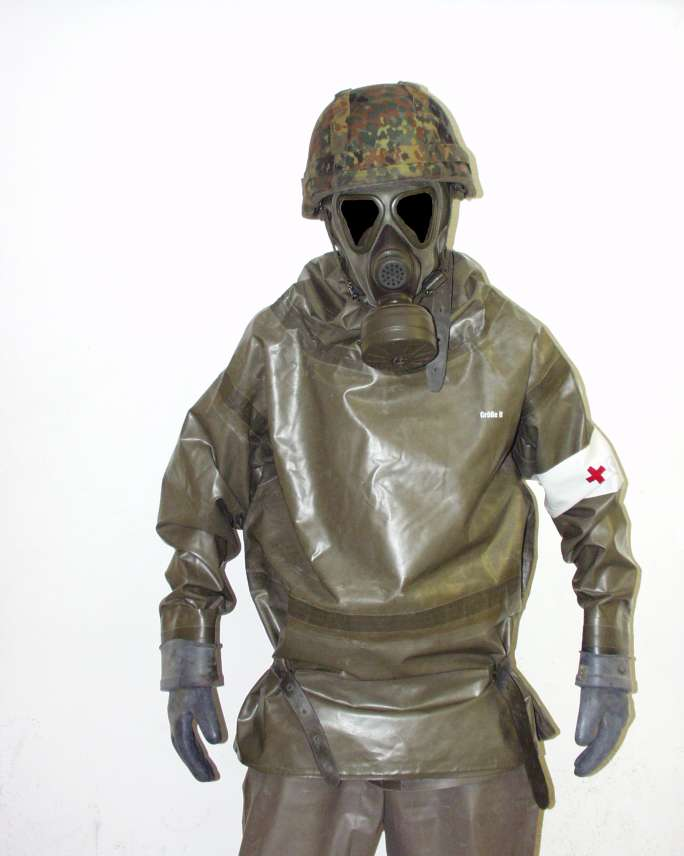
ABC-Sonderschutzbekleidung ZODIAK der Bundeswehr

ABC-Abwehr ist ein (militärischer) Sammelbegriff für Schutz- und Abwehrmaßnahmen gegen die Wirkung von atomaren, biologischen und chemischen Kampfmitteln, kurz ABC-Kampfmittel. Das zivile Pendant ist der ABC-Dienst. 
Im deutschen, schweizerischen und österreichischen Heer ist die ABC-Abwehrtruppe eine eigene Truppengattung. 

## Aufgaben
Die Aufgaben in der ABC-Abwehr werden in die zwei Phasen unterteilt:
1. ABC-Aufklärung: Ziel ist das Erkennen eines ABC-Einsatzes und der daraus resultierende und vorbeugende ABC-Schutz von Personen, Material sowie die Reduzierung der Auswirkungen des Einsatzes von ABC-Kampfmitteln.
2. Dekontamination: ABC-Abwehr-Einheiten entseuchen, entstrahlen, entgiften und entwesen Fahrzeuge (Dekon-G) oder Kampftruppen, Personen (Dekon-P) und können des Weiteren auch zur Trinkwasseraufbereitung herangezogen werden.

## Situation in Deutschland

### ABC-Abwehr in der DDR
In der NVA wurde die ABC-Abwehr durch Einheiten und Truppenteile der Chemischen Dienste gewährleistet, die zu den Spezialtruppen zählten. An der Offiziershochschule der Landstreitkräfte „Ernst Thälmann“ erfolgte die Ausbildung an der eigens dafür geschaffenen Sektion 7, Chemische Dienste. 